# 미라 (배우)
미라(우르두어: میرا, 영어: Meera, 1977년 5월 12일 ~ )는 파키스탄의 배우, 텔레비전 진행자, 모델이다. 니가르상 여우주연상 2회(1996, 2001) 수상자이다.

## 같이 보기
- 파키스탄의 여자 배우 목록
- 비나 말리크